# Madas István
Madas István (Nagyvárad, 1878. április 12. – Nagyvárad, 1925. október 26.) színész.

## Életpályája
1898-ban kezdte pályáját. 1923–1925 között szülővárosában szerepelt. 25 éves színészi jubileumát is Nagyváradon ünnepelte meg Ugrom Sanyi szerepével ifj. Bokor József Gyerekasszony című népszínművében 1923-ban. 
Vígjátéki alakokat elevenített meg suhancos bájjal. Legnagyobb sikereit Szigligeti Ede és Tóth Ede színműveiben, valamint Molnár Ferenc darabjaiban érte el.

## Magánélete
1909-ben házasságot kötött Balogh Leontin (1887-?) színésznővel.